# SARM Division No. 6
Die SARM Division No. 6 ist eine Division in der kanadischen Provinz Saskatchewan. Sie ist Teil der Saskatchewan Association of Rural Municipalities (SARM) und liegt im Nordwesten der Provinz. Die Division umfasst insgesamt 48 Rural Municipalities; Verwaltungsoberhaupt ist Darwin Whitfield
Landschaftlich befindet sich die Division in der Übergangszone von Prärie zum Aspen Parkland und ist daher von Grasland und Waldsteppe gekennzeichnet. Bedeutende Wirtschaftszweige in der Region bestehen in der Forstwirtschaft und der Gewinnung von Erdöl und Erdgas sowie in der Viehzucht und dem Ackerbau.

## Rural Municipalities
- RM St. Andrews No. 287
- RM Pleasant Valley No. 288
- RM Kindersley No. 290
- RM Milton No. 292
- RM Marriott N0. 317
- RM Mountain View No. 318
- RM Winslow No. 319
- RM Oakdale No. 320
- RM Prairiedale No. 321
- RM Antelope Park No. 322
- RM Biggar No. 347
- RM Grandview No. 349
- RM Mariposa No. 350
- RM Progress No. 351
- RM Heart’s Hill No. 352
- RM Glenside No. 377
- RM Rosemount No. 378
- RM Reford No. 379
- RM Tramping Lake No. 380
- RM Grass Lake No. 381
- RM Eye Hill No. 382
- RM Great Bend No. 405
- RM Mayfield No. 406
- RM Buffalo No. 409
- RM Round Valley No. 410
- RM Senlac No. 411
- RM Douglas No. 436
- RM North Battleford No. 437
- RM Battle River No. 438
- RM Cut Knife No. 439
- RM Hillsdale No. 440
- RM Manitou Lake No. 442
- RM Meeting Lake No. 466
- RM Round Hill No. 467
- RM Meota No. 468
- RM Turtle River No. 469
- RM Paynton No. 470
- RM Eldon No. 471
- RM Wilton No. 472
- RM Spiritwood No. 496
- RM Medstead No. 497
- RM Parkdale No. 498
- RM Mervin No. 499
- RM Frenchman Butte No. 501
- RM Brittania No. 502
- RM Loon Lake No. 561
- RM Meadow Lake No. 588
- RM Beaver River No. 622